# 曼杜季翁-利姆尼-圣安娜
曼杜季翁-利姆尼-圣安娜（希臘語：Μαντούδι-Λίμνη-Αγία Άννα）是希腊中希臘大區埃维亚专区的市镇，行政中心为利姆尼镇。市镇面积为584.78平方公里，2021年人口数量为12,235人。
此市镇设立于2011年地方政府改革中，由原3个市镇合并而成，原市镇则成为此市镇的3个市区。